# Hebron (Northumberland)
Hebron – wieś i civil parish w Anglii, w hrabstwie Northumberland. W 2011 civil parish liczyła 422 mieszkańców.